# Ionuț Luțu
Ion Ionuț Luțu (n. 3 august 1975, Slatina, Olt, România) este un fotbalist român retras din activitate. În cariera sa el a mai evoluat pentru Progresul București, FC Universitatea Craiova, Galatasaray, Rapid București, Steaua București, și la câteva echipe din Coreea de Sud și Kazahstan.

## Cariera

### Progresul București(1993-1996)
A fost prima echipă la care a evoluat în primul eșalon din România. Acolo și-a început cariera de profesionist. El a evoluat în 13 meciuri, dar nu a reușit să înscrie. 
În al doilea sezon petrecut în București, Luțu a jucat 32 de meciuri, reușind să înscrie 6 goluri.
Ionuț Luțu a mai rămas un an în Parcul cu Platani, dar nu a mai reușit să atingă performanțele din sezonul precedent.

### FC Universitatea Craiova(1996-1997)
În vara lui 1996, Luțu a fost cumpărat de FC Universitatea Craiova. În primul sezon petrecut în Bănie el a reușit să intre în inimele suporterilor olteni prin evoluțiile sale excelente. El a evoluat pentru Craiova în 26 de meciuri, și a punctat de 9 ori. În sezonul ce a urmat, Luțu i-a cucerit definitiv pe fanii Universității Craiova, în acest sezon, se poate spune că a fost cel mai reușit din toată criera sa de fotbalist, el reușind să înscrie 14 goluri în 21 de jocuri.

### Galatasaray(1997-1998)
După un sezon excelent la FC Universitatea Craiova, Ionuț Luțu a intrat în atenția mai multor cluburi din Europa, dar el a fost achiziționat de clubul turc, unde mai evoluau la aceea vreme încă 3 români: Gheorghe Hagi, Gheorghe Popescu și Adrian Ilie, care se poate spune că au avut un rol decisiv în aducerea lui Luțu. La Galatasaray nu a impresionat, nici nu a avut când pentru că a jucat doar în 3 meciuri. Nu a rămas decat un sezon la turci, întorcându-se înapoi în România.

### FC Universitatea Craiova(1998-1999)
După un sezon dezamăgitor la Galatasaray, a revenit pentru a doua oară la Craiova, unde din nou i-a încântat pe suporteri cu driblingurile și golurile sale. Luțu a evoluat în 16 partide și a punctat de 6 ori, reușind să stârnească atenția clubului Steaua București, unde s-a și transferat în iarna lui '99.

### Steaua București(1999-2000)
La Steaua, Luțu a avut evoluții șterse, jucând două sezoane el a acumulat la clubul din Ghencea 36 de jocuri și 3 goluri. Nu a reușit să impresioneze și a părăsit din nou țara, pentru a pleca în Coreea de Sud la Samsung Blue Wings

### Suwon Samsung Bluewings(2000),Progresul București(2000-2001)
A fost un an slab pentru Luțu: a plecat în Coreea, la o echipă de pluton, unde a jucat 20 de meciuri, marcând și 8 goluri. Dar, din nou, Luțu a decis că trebuie să se întoarcă în țară la Progresul, dar nu a reușit decât să bifeze câteva jocuri în tricoul echipei bancare, și s-a întors la Samsung Blue Wings.

### Suwon Samsung Bluewings(2001-2002)
Plecat din nou printre străini, Luțu a avut un sezon bun la Coreeni, reușind să înscrie de 9 ori și să dea câteva pase de gol, în 22 de jocuri bifate la echipa din Asia.

### FC Universitatea Craiova(2002-2003)
Întors din nou în țară, Luțu a debarcat pentru a treia oară la FC Universitatea Craiova, pentru a satisface dorința fanilor olteni de a-l revedea jucând. Luțu a fost desemnat de patronul de atunci, Dinel Staicu, să poarte tricolu cu numărul zece, care i-a purtat noroc, el reușind să înscrie de 5 ori în primele două etape, după un început de sezon fantastic al Universității. După un gol în prima etapă cu Astra Ploiești, Luțu a reusit un hat-trick la Bacău, după un meci nebun încheiat 2-3, cu victoria oltenilor. Ziarele au titrat după acel meci Super-Luțu, iar suporterii l-au poreclit Hagi-Luțu. Hagi nu a dezamăgit speranțele oltenilor, și a reușit să înscrie din nou, în etapa a 3-a într-un meci cu Steaua (încheiat 3-1, pentru U Craiova), în care stadionul Ion Oblemenco a fost umplut până la refuz. De altfel, Luțu a reușit să marcheze în tot sezonul 7 goluri în 27 de meciuri.

### Rapid București,Apollon Limassol(2003 -2004)
După un sezon convingător la Craiova, Luțu a fost achiziționat de clubul din Giulești, pentru a-i ajuta în preliminariile UEFA Champions League, în care se calificaseră după ce au câștigat campionatul. Luțu a dezamăgit speranțele giuleștenilor, și nu a reușit decât să joace 7 meciuri pentru aceștia în campionat și unul în preliminariile Champions League. După un început de sezon slab, Luțu a plecat în Cipru la Apollon Limassol, unde a marcat de 3 ori în 7 meciuri.

### FC Universitatea Craiova(2003-2004)
Revenit în iarna lui 2003 pentru a patra oară la Craiova, Luțu a demonstrat din nou ce calități are. Simțindu-se ca acasă la Craiova, unde suporterii îi scandau meci de meci numele, Luțu a avut 13 apariții și a marcat de 3 ori pentru olteni.

### Universitatea Craiova(2004-2005)
A fost cel mai slab sezon al lui Luțu la Craiova, echipă care, de altfel, a și retrogradat în Divizia B. Un sezon dezamăgitor pentru toți susținătorii echipei pentru că a fost un sezon în care toți sperau că echipa va merge în Cupele Europene, dar au retrogradat. Luțu a jucat în 22 de meciuri și nu a reușit nici un gol. La sfârșitul sezonului, a plecat în Kazahstan, la FC Kairat Almaty.

### FC Kairat Almaty(2005-2007)
Plecat din România, Luțu a ajuns la kazaci, unde i-a încântat pe fani cu stilul său de joc. Din nefericire pentru el, în cei doi ani petrecuți în Kazahstan, Luțu a jucat doar 7 luni, pentru că în tot restul contractului a fost accidentat. Cât timp a jucat, Luțu a acumulat 16 meciuri oficiale, marcând 7 goluri. În vara lui 2007, Luțu se întoarce la Craiova.

### Universitatea Craiova(2007 - 2008)
Revenit în vară la Craiova, la cererea suporterilor, care l-au vrut din nou printre ei, Luțu a fost cel mai aclamat jucător la prezentarea oficială a lotului, unde un stadion întreg l-a aplaudat în picioare și i-a strigat numele. Luțu nu prea a prins în niciun meci mai mult de 30 de minute, fiind introdus de fiecare dată pe final de meci. În meciul de acasă cu Dacia Mioveni, Ionuț Luțu a reușit să marcheze un gol de generic, aducând victoria echipei sale de suflet.

### Zhetysu Taldykorgan(2008)
Ajuns la 32 ani, Ionuț Luțu este înțeles de patronul echipei Universitatea Craiova, totodată și un prieten bun de al lui, Adrian Mititelu și se reîntoarce în Kazakhstan, dar de această dată el ajunge la Zhetysu Taldykorgan unde Luțu se află în fața ultimei sale șanse de a pune "ceva la ciorap". În primele luni totul merge perfect pentrul el acolo, însă, datorită stilului său de mingicar, el este accidentat destul de grav de un adversar și se vede nevoit să stea în jur de 3 luni pe bară, timp în care kazacii nu l-au mai plătit, astfel depunându-și memoriu și devenind jucător liber de contract.

### Pandurii Târgu Jiu(2009)
Devenit jucător liber de contract după cea de-a doua experință a sa în Kazakhstan, Ionuț Luțu se află în discuții cu unele echipe chineze, cele mai avansate fiind cu o echipă din liga secundă, echipă al cărei golgeter era Sabin Ilie. În același timp, Ionuț Luțu a primit și o ofertă din partea echipei Pandurii Târgu Jiu, echipă antrenată de Sorin Cîrțu, fapt ce l-a influențat și, astfel, Ionuț Luțu, la vârsta de 33 ani, semnează în februarie 2009 un contract până în vară anului 2009 cu echipa gorjeană.

## Performanțe
- S-a calificat cu Echipa națională de fotbal a României Under 21 la Campionatul European, fiind golgheterul grupei de calificare cu 15 goluri.
- Cupa României cu Steaua București in 1999
- Cupa Asiei și Supercupa Asiei cu Samsung Blue Wings în [2000] și [2001]
- Supercupa României cu Rapid București în 2003
- Best Player Award la Norcia Winter Cup în 2003 cu FC Universitatea Craiova.